# Distretto di Huon Gulf
Il distretto di Huon Gulf, in inglese Huon Gulf District, è un distretto della Papua Nuova Guinea appartenente alla Provincia di Morobe. Ha una superficie di 7.401 km² e 32.000 abitanti (stima nel 2000)